# Erandol
Erandol là một thành phố và là nơi đặt hội đồng đô thị (municipal council) của quận Jalgaon thuộc bang Maharashtra, Ấn Độ.

## Địa lý
Erandol có vị trí 20°55′B 75°20′Đ / 20,92°B 75,33°Đ Nó có độ cao trung bình là 227 mét (744 feet).

## Nhân khẩu
Theo điều tra dân số năm 2001 của Ấn Độ, Erandol có dân số 30.120 người. Phái nam chiếm 52% tổng số dân và phái nữ chiếm 48%. Erandol có tỷ lệ 65% biết đọc biết viết, cao hơn tỷ lệ trung bình toàn quốc là 59,5%: tỷ lệ cho phái nam là 72%, và tỷ lệ cho phái nữ là 57%. Tại Erandol, 13% dân số nhỏ hơn 6 tuổi.